# San Pedro Evangelista
San Pedro Evangelista es una comunidad en el Municipio de Matías Romero Avendaño en el estado de Oaxaca. San Pedro Evangelista está a 160 metros de altitud.

## Geografía
Está ubicada a 17° 6' 21.24" latitud norte y 95° 9' 14.4" longitud oeste.

## Población
Según el censo de población de INEGI del 2010: la comunidad cuenta con una población total de 644 habitantes, de los cuales 300 son mujeres y 344 son hombres. Del total de la población 231 personas hablan alguna lengua indígena.

## Ocupación
El total de la población económicamente activa es de 201 habitantes, de los cuales 184 son hombres y 17 son mujeres.